# Klub hrůzy
Klub hrůzy (v originále Club Dread) je americká hororová komedie z roku 2004. Napsal ji Broken Lizard a režíroval Jay Chandrasekhar.

## V hlavních rolích
- Brittany Daniel - Jenny
- Jay Chandrasekhar - Putmane
- Kevin Heffernan - Lars
- Steve Lemme - Juan
- Paul Soter - Dave
- Erik Stolhanske - Sam
- Jordan Ladd - Penelope
- Bill Paxton - Kokos Pete
- Greg Cipes - Trevor
- MC Gainey - Hank

## Film
Film se odehrává na ostrově kam jezdí lidé za zábavou a za sexem.
Na začátku filmu jsou v pralese Rolo (muž) a Stacy (žena) , později k nim přijde Kellie s mléčným koktejlem který si dojdou vypít do starého chrámu v pralese kde mají dívky analní sex s Rolem. Při sexu je vyruší vrah převlečený v havajském kostýmu který zabije Rola mačetou.Obě dívky utíkají po pralese. Kellie vrah vrhne z útesu a Stacy sice doběhne k obydlené osadě ostrova ale jelikož se ještě podívá za sebe a vrah ji doběhne také ji zabije.
Celý film je o tom že vrah převlečený v havajském kostýmu chce vyvraždit celý personál ostrova který o tom ví jelikož jim vrah nechal vzkaz napsaný na tabuli ale nesmějí o tom nic říct hostům ostrova.Zaměstnanci opravdu nic neřeknou hostům a před hosty se chovají jakoby se nic nedělo.Zaměstnanci netuší kdo ten vrah je (vrahovi se říká mačetový zabiják podle jedné legendy která se stala skutečností) ale později začnou mít podezření na Larse protože ty vraždy začaly až když přišel na ostrov Lars,poté se prokáže že Lars to nebyl.Také bude podezření na Putmanovi jelikož jeho vlasy vypadají jako chobotnice a zaměstnanci zjistili že vrah zabíjí podle písničky ve které se zpívá i o chobotnici a také Putman v jedné chvíli mluvil o chobotnici.Na konec se ukázalo že ten vrah byl zábavný policista Sam. Ten začal vraždit proto, že na začátku filmu se zeptal Rola, jestli nemá drogy, a Rolo mu odpověděl, že ne, poté, když Sam zahlédl Rola spolu se Stacy a Kellie v pralese viděl, že Rolo drogy má.
Ze všech zaměstnanců ostrova přežil pouze Lars a Jenny.Bylo těžké zlikvidovat Sama jelikož ránu mačetou apod. přežil ale nakonec jej Lars, Jenny a ještě Penelope obmotali lanem které bylo na lodi k molu kde se Sam rozpadl v pase na dvě části.Ale ještě tu byly dvě podivné věci : 
- Horní půlka Sama vyskočila z vody a začala škrtit Penelope,takže musel zasahovat Lars (zachránil Penelope a horní část Sama se utopila)
- Dolní část Sama na úplném konci filmu v pořádku plavala po vodě a kopala nohama.